# ويليام سكرانتون
ويليام وارن سكرانتون (بالإنجليزية: William Warren Scranton)‏ (و. 1917 – 2013 م) هو سياسي، وضابط، ودبلوماسي، ومحامي من الولايات المتحدة. ولد في ماديسون (كونيتيكت) . وكان عضواً في الحزب الجمهوري. شغل سكرانتون منصب الحاكم الثامن والثلاثين لولاية بنسلفانيا من 1963 إلى 1967.
ولد في عائلة سكرانتون البارزة، وتخرج من كلية ييل للحقوق وخدم في سلاح الجو الأمريكي خلال الحرب العالمية الثانية. بعد الحرب، مارس القانون وأصبح نشطا في الحزب الجمهوري في بنسلفانيا. فاز في انتخابات مجلس النواب الأمريكي في عام 1960 واشتهر بكونه وسطيا صريحا خلال فترة وجوده في الكونغرس. فاز بترشيح الحزب الجمهوري في انتخابات ولاية بنسلفانيا في 1962، وهزم نظيره الديمقراطي ريتشاردسون ديلوورث في الانتخابات العامة.
ترأس الحاكم سكرانتون إصلاحات شاملة لنظام التعليم في بنسلفانيا، بما في ذلك إنشاء نظام كلية المجتمع في الولاية. دخل سكرانتون سباق ترشيح الجمهورية الجمهوري عام 1964 بعد انسحاب نيلسون روكفلر، ولكن باري غولدووتر فاز الترشيح. خرج سكرانتون من المنصب بعد النتهاء ولايته في عام 1967 لكنه ظل نشطا في السياسة. ترأس لجنة الرئيس في اضطرابات الحرم الجامعي (والتي عرفت باسم لجنة سكرانتون)، وعمل عضوا في الفريق الانتقالي للرئيس جيرالد فورد، وعمل سفيرا للولايات المتحدة لدى الأمم المتحدة من 1976 إلى 1977. كما عمل في مجالس إدارة العديد من الشركات رفيعة المستوى وكان مرتبطا مع اللجنة الثلاثية ومجلس العلاقات الخارجية.

## روابط خارجية
- ويليام سكرانتون على موقع الموسوعة البريطانية (الإنجليزية)
- ويليام سكرانتون على موقع مونزينجر (الألمانية)
- ويليام سكرانتون على موقع إن إن دي بي (الإنجليزية)